# Санш I Луп
Санш I Луп (гаскон. Sans Lop}}, баск. Antso Otsoa; 777–812) — герцог Васконський в 800—812 роках. Мав прізвисько «Перший кіннотник (вершник) Памплони».

## Життєпис
Ймовірно другий син Лупа II, герцога Васконії. Народився 777 року. Близько 778 року його батько зазнав поразки від військ Франкського королівства та загинув. Король Карл I полонив Санша. 781 року франки змусили герцога Аделріка — брата Санша — передати тому східну частину Васконського герцога.
Сам Санш визнавав зверхність Людовика, короля Аквітанії. У 800 році після загибелі брата став одноосібним герцогом Васконії. 801 року брав участь у поході проти маврів Барселони. У 802 році війська еміра Аль-Хакама I захопили Памплону.
З цього часу боровся проти Кордовського мірату. Водночас таємно підтримував повстання васконів проти Франкської імперії. У 804 році здійснив похід проти маврів. 812 року під час чергового походу Санш I Луп загинув. Йому спадкував брат або небіж Семен I Луп.

## Родина
Дружина — ймовірно сестра Аснара I Галиндеса, графа Арагону
Діти:
- Аснар (д/н—836), граф-герцог Васконії
- Санш, герцог Васконії
- Санша, дружина Еменона, графа Пуатьє
- Дуода, дружина Бернарда, герцога Септиманії
- донька